# I Like the Way You Kiss Me
I Like the Way You Kiss Me is een nummer van de Engels-Cypriotische singer-songwriter Artemas. Het werd in eigen beheer uitgebracht op 19 maart 2024. "I Like the Way You Kiss Me" piekte op nummer één in de Vlaamse Ultratop 50 . Buiten België werd de single ook een grote hit in onder meer Oostenrijk, Duitsland, Letland, Litouwen, Polen en Zweden, waar het de eerste plaats behaalde. 

## Achtergrond
Na de release van zijn debuut mixtape Pretty in februari 2024 en nadat hij twee shows had georganiseerd in The Lower Third in Londen, keerde Artemas terug naar de opnamestudio en creëerde "I Like the Way You Kiss Me". Artemas maakte de single op 15 maart bekend op zijn sociale media. Het werd hun eerste wereldwijde single, en haalde reeds 800 miljoen streams op Spotify. 

## Hitlijsten

### Ultratop 50 Vlaanderen
| Hitnotering: 06-04-2024 - 12-10-2024 | Hitnotering: 06-04-2024 - 12-10-2024 | Hitnotering: 06-04-2024 - 12-10-2024 | Hitnotering: 06-04-2024 - 12-10-2024 | Hitnotering: 06-04-2024 - 12-10-2024 | Hitnotering: 06-04-2024 - 12-10-2024 | Hitnotering: 06-04-2024 - 12-10-2024 | Hitnotering: 06-04-2024 - 12-10-2024 | Hitnotering: 06-04-2024 - 12-10-2024 | Hitnotering: 06-04-2024 - 12-10-2024 | Hitnotering: 06-04-2024 - 12-10-2024 | Hitnotering: 06-04-2024 - 12-10-2024 | Hitnotering: 06-04-2024 - 12-10-2024 | Hitnotering: 06-04-2024 - 12-10-2024 | Hitnotering: 06-04-2024 - 12-10-2024 | Hitnotering: 06-04-2024 - 12-10-2024 | Hitnotering: 06-04-2024 - 12-10-2024 |
| Week:                                | 1                                    | 2                                    | 3                                    | 4                                    | 5                                    | 6                                    | 7                                    | 8                                    | 9                                    | 10                                   | 11                                   | 12                                   | 13                                   | 14                                   | 15                                   |                                      |
| ------------------------------------ | ------------------------------------ | ------------------------------------ | ------------------------------------ | ------------------------------------ | ------------------------------------ | ------------------------------------ | ------------------------------------ | ------------------------------------ | ------------------------------------ | ------------------------------------ | ------------------------------------ | ------------------------------------ | ------------------------------------ | ------------------------------------ | ------------------------------------ | ------------------------------------ |
| Positie:                             | 25                                   | 11                                   | 3                                    | 5                                    | 1                                    | 1                                    | 5                                    | 4                                    | 5                                    | 4                                    | 6                                    | 8                                    | 10                                   | 11                                   | 17                                   |                                      |
| Week:                                | 16                                   | 17                                   | 18                                   | 19                                   | 20                                   | 21                                   | 22                                   | 23                                   | 24                                   | 25                                   | 26                                   | 27                                   |                                      |                                      |                                      |                                      |
| Positie:                             | 21                                   | 25                                   | 33                                   | 28                                   | 38                                   | 33                                   | 34                                   | 38                                   | 38                                   | 43                                   | 43                                   | 44                                   | uit                                  |                                      |                                      |                                      |